# Selección de fútbol playa de Mónaco
La selección de fútbol playa de Mónaco es el representante del Mónaco en las competiciones internacionales de fútbol playa y depende de la Federación Monegasca de Fútbol, el órgano rector del fútbol en Mónaco.
La selección disputó su primer y único torneo en el año 2004, donde jugó la Euro Beach Soccer League quedando en sexta posición en la División C. Solo un año después, la FIFA tomaría control del Fútbol Playa negándole de esta manera a Mónaco volver a competir, ya que estos no son parte ni de UEFA ni de FIFA.

## Estadísticas

### Euro Beach Soccer League
| Año       | Ronda                                | P                                    | J                                    | G                                    | G+                                   | P                                    | GF                                   | GC                                   | GD                                   |                                      |
| --------- | ------------------------------------ | ------------------------------------ | ------------------------------------ | ------------------------------------ | ------------------------------------ | ------------------------------------ | ------------------------------------ | ------------------------------------ | ------------------------------------ | ------------------------------------ |
| 1998      | No participó                         | No participó                         | No participó                         | No participó                         | No participó                         | No participó                         | No participó                         | No participó                         | No participó                         | No participó                         |
| 1999      | No participó                         | No participó                         | No participó                         | No participó                         | No participó                         | No participó                         | No participó                         | No participó                         | No participó                         | No participó                         |
| 2000      | No participó                         | No participó                         | No participó                         | No participó                         | No participó                         | No participó                         | No participó                         | No participó                         | No participó                         | No participó                         |
| 2001      | No participó                         | No participó                         | No participó                         | No participó                         | No participó                         | No participó                         | No participó                         | No participó                         | No participó                         | No participó                         |
| 2002      | No participó                         | No participó                         | No participó                         | No participó                         | No participó                         | No participó                         | No participó                         | No participó                         | No participó                         | No participó                         |
| 2003      | No participó                         | No participó                         | No participó                         | No participó                         | No participó                         | No participó                         | No participó                         | No participó                         | No participó                         | No participó                         |
| 2004      | Sexto Lugar, Div. C                  | -                                    | 2                                    | 0                                    | 0                                    | 2                                    | 3                                    | 16                                   | -13                                  |                                      |
| 2005-2021 | No participa por no ser miembro FIFA | No participa por no ser miembro FIFA | No participa por no ser miembro FIFA | No participa por no ser miembro FIFA | No participa por no ser miembro FIFA | No participa por no ser miembro FIFA | No participa por no ser miembro FIFA | No participa por no ser miembro FIFA | No participa por no ser miembro FIFA | No participa por no ser miembro FIFA |
| Total     | -                                    | 1/7                                  | 2                                    | 0                                    | 0                                    | 2                                    | 3                                    | 16                                   | -13                                  |                                      |

### Euro Beach Soccer League 2004 - División C, posiciones finales
| Rank              | Team         | Qualification          |
| ----------------- | ------------ | ---------------------- |
| Medalla de oro    | Ucrania      | Avanza a la superfinal |
| Medalla de plata  | Hungría      |                        |
| Medalla de bronce | Polonia      |                        |
| 4                 | Países Bajos |                        |
| 5                 | Grecia       |                        |
| 6                 | Mónaco       |                        |
| 7                 | Suecia       |                        |

- Datos: Q109313863